# Otto Schmidt-Hannover

Otto Schmidt (ca. 1924)

Otto Schmidt, genannt Otto Schmidt-Hannover, (* 27. Januar 1888 in Schermeisel; † 24. März 1971 in Bremen-Vegesack) war ein preußischer Offizier, deutscher Politiker, Mitglied des Reichstages und letzter Fraktionsvorsitzender der DNVP.

## Leben und Beruf
Otto Schmidt wurde als Sohn eines Landwirtes geboren. Er besuchte das Gymnasium in Frankfurt (Oder). 1906 wurde er Leutnant im Infanterie-Regiment „von Courbière“ (2. Posensches) Nr. 19 der Preußischen Armee in Görlitz. 1913 erfolgte die Kommandierung zur Kriegsakademie.
Im Ersten Weltkrieg wurde er mehrfach verwundet und ausgezeichnet, u. a. erhielt er das Eiserne Kreuz I. Klasse und das Verwundetenabzeichen. Er diente als Hauptmann im Generalstab des Oberkommandos Ost und nahm in dieser Funktion im Stab des Generalfeldmarschalls Prinz Leopold von Bayern an den Friedensverhandlungen in Brest-Litowsk teil.
1919 schied er aus dem Heer aus und widmete sich volkswirtschaftlichen und politischen Studien. Er war ein enger Mitarbeiter von Alfred Hugenberg und war im gleichnamigen Hugenberg-Konzern Mitglied der Geschäftsführung verschiedener Unternehmen.
Schmidt war befreundet mit Ernst Pfeiffer und gehörte dem Bund der Aufrechten an. Als Veteran des Ersten Weltkriegs war er Mitglied im Bund der Frontsoldaten, dem „Stahlhelm“.
Nach 1933 arbeitete er für den Scherl-Verlag und die Ufa. 1959 erschien sein Buch Umdenken oder Anarchie, das er seinem im Zweiten Weltkrieg als U-Boot-Offizier im Nordatlantik gefallenen Sohn Bodo widmete.
Ein US-amerikanischer Historiker nannte ihn anlässlich seines 75. Geburtstages „den Mann, der Hitler NEIN sagte“.

## Politik
1924 wurde er für den Wahlkreis Hannover in den Reichstag gewählt, den parlamentarischen Gepflogenheiten folgend wurde er seitdem meist „Schmidt-Hannover“ genannt. Ein häufiger Zuhörer seiner Versammlungen im Wahlkreis war Generalfeldmarschall Paul von Hindenburg, der in Hannover seinen Ruhestand verbrachte. 1925 gelang es Schmidt-Hannover mit Hilfe des Großadmirals Alfred von Tirpitz, den damals bereits 77-jährigen Hindenburg zu einer Kandidatur für das Amt des Reichspräsidenten zu bewegen.
Schmidt-Hannover arbeitete im Reichstag im Haushaltsausschuss und als Wehrexperte. In Berlin gab es 1932 ein kommunistisches Attentat auf Otto Schmidt-Hannover. Hitler äußerte sich am 2. Mai 1933 in einem Gespräch mit Hugenberg: „Herr Schmidt-Hannover ist mein persönlicher Feind und ein Feind meiner Bewegung.“
Am 23. März 1933 stimmte er im Reichstag dem Ermächtigungsgesetz zu. Am 11. April 1933 wurde Schmidt-Hannover nach dem Rücktritt von Ernst Oberfohren Fraktionsvorsitzender der Deutschnationalen Volkspartei (DNVP); er war der letzte Inhaber dieser Funktion.
Nach 1945 beteiligte er sich an der Gründung der Deutschen Konservativen Partei in Schleswig-Holstein, die bereits im März 1946 mit der Deutschen Aufbaupartei zur Deutschen Konservativen Partei – Deutschen Rechtspartei fusionierte. Von Seiten der DKP-DRP war er gemeinsam mit Eldor Borck als Mitglied der Zonenleitung der neuen Partei vorgesehen, was aber am Einspruch der britischen Militärregierung scheiterte.

## Schriften
- Kriegsgeneration und Jugend im Freiheitskampf gegen den Marxismus. Brunnen-Verlag, Berlin 1929.
- (unter dem Pseudonym Insulanus): Sylt. (Bildband) Flensburg o. J. (ca. 1950).
- (unter dem Pseudonym Insulanus): Insulanus spricht. Eine Artikelserie der Norddeutschen Rundschau. Deutscher Buchverlag, o. O. 1951.
- Umdenken oder Anarchie. Männer, Schicksale, Lehren. Göttinger Verlagsanstalt, Göttingen 1959.